# おんがく特急列車
『おんがく特急列車』（おんがく とっきゅうれっしゃ）は、1961年4月4日から同年9月26日までNHK総合で放送された音楽番組である。

## 概要
こども向け音楽番組。『みんなのうた』と同時期に同じスタッフで放送開始。

## 基礎情報
- 放送時間（NHK総合）：火曜 18:00 - 18:30
- 司会：高見映

## 関連番組
- みんなのうた
- たのしいうた
- 歌のメリーゴーラウンド
- 歌はともだち

| NHK総合 火曜 18:00 - 18:30 | NHK総合 火曜 18:00 - 18:30 | NHK総合 火曜 18:00 - 18:30 |
| 前番組                     | 番組名                     | 次番組                     |
| -------------------------- | -------------------------- | -------------------------- |
| はてな劇場                 | おんがく特急列車           | ぼくもわたしも名探偵       |